# Astragalus jodostachys
Astragalus jodostachys är en ärtväxtart som beskrevs av Pierre Edmond Boissier och Friedrich Alexander Buhse. Astragalus jodostachys ingår i släktet vedlar, och familjen ärtväxter. Inga underarter finns listade i Catalogue of Life.